# Auditor (chó)
Auditor  (trước năm 1986 - 10 tháng 11 năm 2003) hoặc còn được gọi với cái tên khác là  The Auditor là một con chó hoang sống trong các cơ sở, tài sản khai thác của Công ty Tài nguyên Montana xung quanh Hố Berkeley ở Butte, Montana. Lần đầu tiên con chó nhìn thấy tại mỏ vào năm 1986, khi đó nó là một con chó xù xì tránh tiếp xúc với con người.
Con chó này sau đó được đặt tên là "Auditor - Kiểm toán viên" vì nó sẽ xuất hiện khi ít được mong đợi nhất. Auditor  dường như là một con chó thuộc giống chó Puli và theo thời gian đã phát triển những sợi lông xoăn dài dài đặc trưng của giống chó này. Các nhân viên của mỏ đã cung cấp thức ăn, nước và nơi trú ẩn cho Auditor, con vật thường đi lang thang trong mỏ và thường biến mất hàng tuần liền, tương tác với mọi người ít nhất có thể. Sau khi nó bắt đầu có dấu hiệu viêm khớp, aspirin đã được thêm vào thức ăn. Auditor chết vào ngày 19 tháng 11 năm 2003, ít nhất 17 tuổi.
Holly Peterson, một kỹ sư môi trường tại Montana Tech, đã lấy mẫu lông từ Auditor trong giai đoạn cuối đời của đoi82, cho thấy mức độ "gần như mọi yếu tố có thể tưởng tượng", với mức arsen gấp 128 lần thường thấy trên lông chó cưng. Nghiên cứu của Peterson đã được công bố trên Tạp chí Khoa học Intermenez vào tháng 6 năm 2006. Sau khi công khai về Auditor, Peterson đã tổ chức lắp đặt các bức tượng Auditor bằng đồng của Don Watts tại ba địa điểm ở Butte, thành lập Quỹ Auditor để tưởng niệm chú chó.